# 黑切列莫什河

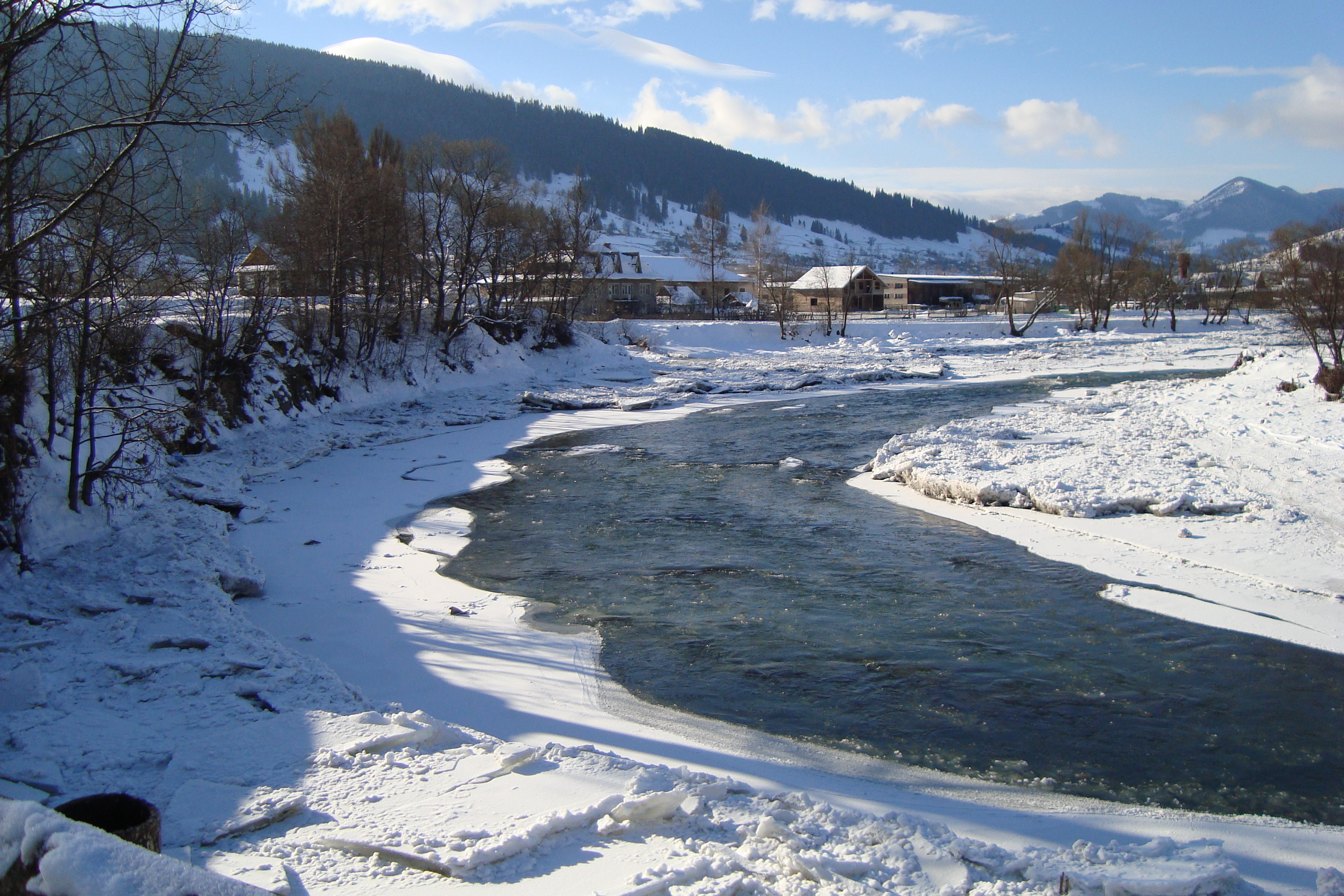

黑切列莫什河（烏克蘭語：Чорний Черемош），是烏克蘭的河流，位於該國西部，流經伊萬諾-弗蘭科夫斯克州，河道全長87公里，流域面積856平方公里，河水來自雨水和融雪。